# Rhododendron tsinlingense
Rhododendron tsinlingense är en ljungväxtart som beskrevs av Wen Pei Fang och J. Q. Fu. Rhododendron tsinlingense ingår i släktet rododendron, och familjen ljungväxter. Inga underarter finns listade i Catalogue of Life.